# Lombardore
Lombardore (Lombardor in piemontese) è un comune italiano di 1 730 abitanti della città metropolitana di Torino in Piemonte.

## Storia

### Simboli
Lo stemma e il gonfalone sono stati concessi con decreto del presidente della Repubblica dell'11 marzo 1970.
Nello stemma è raffigurata su fondo azzurro la porta medievale dell'antico ricetto, d'argento. Il gonfalone è un drappo partito di bianco e di azzurro.

## Monumenti e luoghi d'interesse
Il comune di Lombardore è noto per la presenza di un autodromo di importanza regionale, e di un'area demaniale del Ministero della difesa, un tempo adibita a poligono di tiro ed esercitazioni, ora totalmente compresa nella Riserva naturale orientata della Vauda.
Sulla piazza del Municipio prospettano, affacciati, due varchi dell'antica cinta medievale, realizzati in mattoni e dotati di Arco a sesto acuto; quello a sud-ovest conserva la decorazione esterna e i merli a coda di rondine, oggi inclusi in strutture murarie più recenti, mentre in quello a nord-est è ancora ravvisabile la scanalatura nella quale probabilmente scorreva una robusta inferriata. Il retro del municipio reca tracce cospicue della cinta muraria del borgo medievale, costruita in ciottoli di fiume.

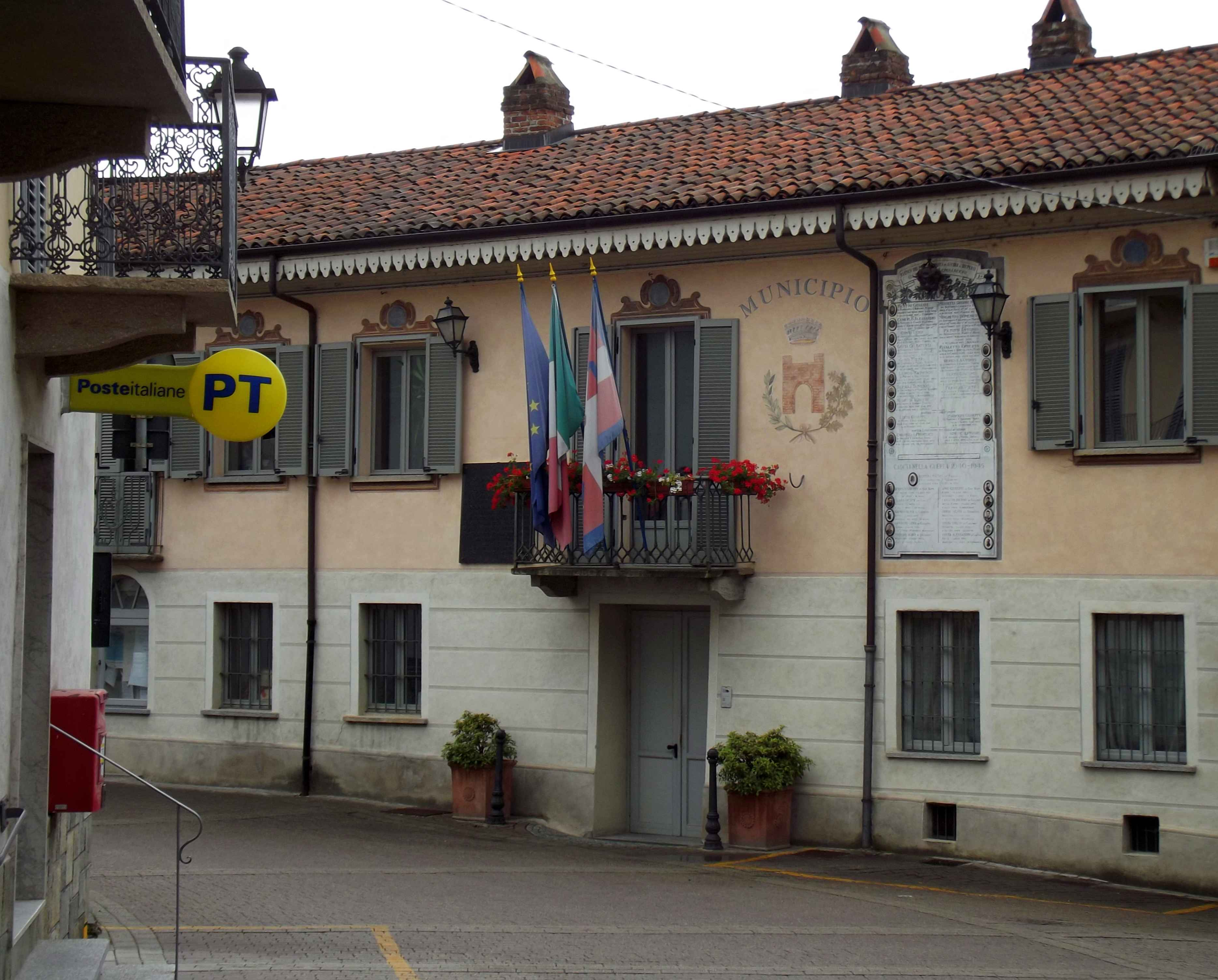
Il municipio

## Società

### Evoluzione demografica
Negli ultimi cinquant'anni, a partire dal 1961, la popolazione residente è raddoppiata.
Abitanti censiti

## Cultura

### Biblioteche
Dal 5 novembre 2008 a Lombardore è presente una biblioteca comunale, gestita da volontari.

## Amministrazione

### Gemellaggi
- Casca, comune del Brasile nello Stato del Rio Grande do Sul[8]